# Samuel Arnold (compositeur)
Samuel Arnold (10 août 1740 – 22 octobre 1802) est un organiste et compositeur britannique.

## Biographie
Samuel Arnold est né à Londres (sa mère pourrait être la princesse Amélie de Grande-Bretagne ; son père était Thomas Arnold) et commence à composer pour le théâtre vers 1764. Quelques années plus tard il devient directeur de la musique au Marylebone Gardens pour lequel l'essentiel de sa musique a été écrite. Il travaille à partir de 1777 pour George Colman l'Ancien au Little Theatre de Haymarket.  Il devient organiste à la Chapelle royale en 1783 et, en 1793, il est organiste à l'Abbaye de Westminster où il est enterré.

## Ses œuvres
Parmi ses œuvres les plus connues on compte :
- The Maid of the Mill (1765)
- Abimelech (1768)
- The Prodigal Son (1773)
- Le Baron Kinkvervankotsdorsprakingatchdern (1781)
- The Castle of Andalusia (1782)
- Turk and No Turk (1785)
- Inkle et Yarico (1787)

On lui doit la première édition des œuvres de Georg Friedrich Haendel publiée en 180 livraisons de 1787 à 1797. Ce fut la plus complète collection de musique de Haendel avant l'édition Société Haendel (en) au XIXe siècle.

## Discographie partielle
- 2006 : Overtures, Op. 8, Incidental Music To Macbeth, Toronto Chamber Orchestra, dir. Kevin Mallon